# سكوت هاملتون (لاعب اتحاد الرغبي)
سكوت هاميلتون (بالإنجليزية: Scott Hamilton)‏ هو لاعب اتحاد الرغبي نيوزيلندي، ولد في 4 مارس 1980 في كرايستشرش في نيوزيلندا.

## وصلات خارجية
- سكوت هاميلتون على موقع دوري الرغبي الممتاز (الإنجليزية)
- سكوت هاميلتون عل موقع إسبنسكروم (الإنجليزية)
- سكوت هاميلتون على موقع ItsRugby.co.uk (الإنجليزية)